# Darwin, Northern Territory
Darwin är huvudstad i Northern Territory med cirka 149 000 invånare (2018). Den är belägen vid Clarencesundet som sträcker sig mellan det australiska fastlandet och Melvilleön i Timorsjön. 
Staden är uppkallad efter den brittiske naturforskaren Charles Darwin. Under perioden 1869–1911 kallades den Palmerston. Palmerston är också namnet på en sedan 1980-talet framväxande satellitstad cirka 20 kilometer söder om Darwin. 
Förutom den australiska befolkningen om drygt 37% är cirka 33% av befolkningen britter, 11% irländare, 8,8% skottar och 8,7% aboriginer.

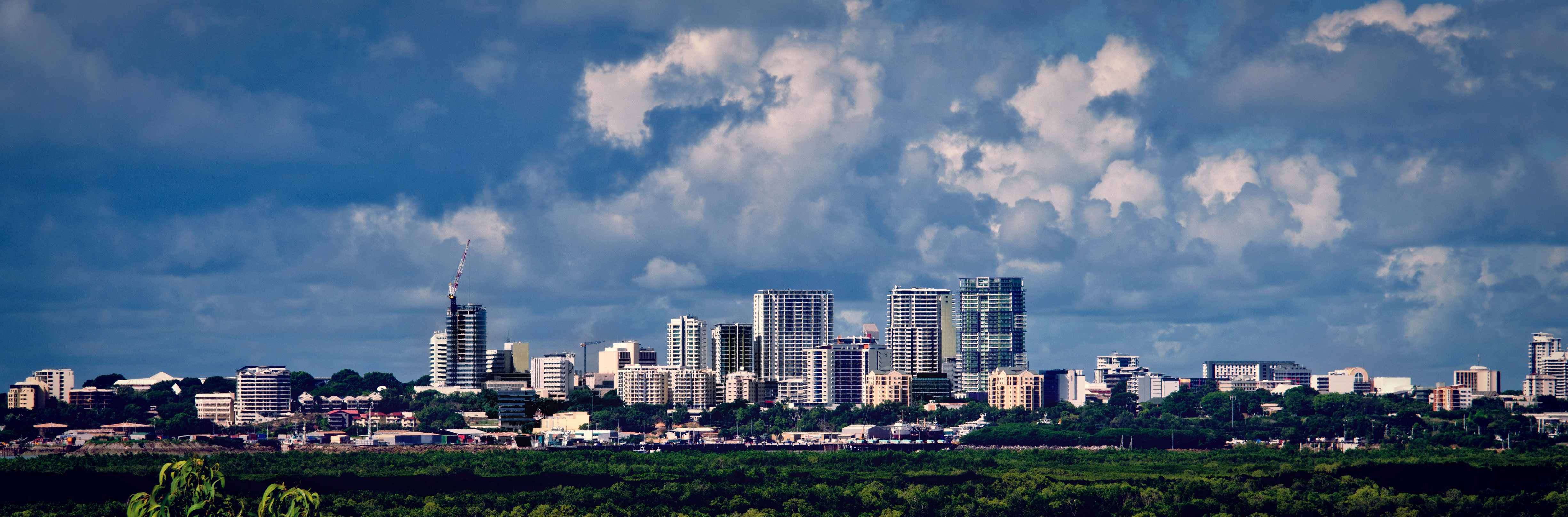